# Сім Мечетей
Сім Мечетей (крим. Yedi Cami) — поселення часів Золотої Орди та Кримського ханства ХІІІ — XVII ст., що існувало на пагорбі Лиса Гора та у його околицях, біля сучасного села Юрківка Оріхівського району Запорізької області. Важливий торгівельний, ремісничий та релігійний центр.

## Історія

Розміщення міст Золотої Орди на мапі України (1360 рік)

У російських джерелах місто мало назву Кінські Води (розташоване по обох берегах річки Кінська), на арабських картах воно позначалося як Некрополь (Місто Мертвих), а італійці називали його Сім Мечетей. В місті розташовувалось сім мусульманських релігійних споруд.
Сім Мечетей знаходились на відгалуженні Великого Шовкового Шляху, через місто проходили каравани з Криму до Китаю і навпаки.
Населення Семи Мечетей складали кримські татари, монголи, русини (українці).
Занепад міста пов'язаний з втратою значення Шовкового Шляху. Зазнало руйнувань у добу Тамерлана, що руйнував усі степові міста Приволжжя та Придніпров'я, оскільки за заповітом Чингісхана, монголи не мали жити в цих місцях — при тому, що Тамерлан не був навіть монголом.
Однак, ще у XVII ст., коли по річці Кінська проходила межа між ногайськими татарами і запорізькими козаками, на північ від Юрківки, на пагорбі Шаврова Могила існували татарська фортеця та аул з мечеттю.
Вдруге вже покинуте місто було зруйноване солдатами російської армії у другій половині XVIII століття.
Нині вціліло тільки те, що було приховане під землею.

## Археологічні розкопки
Вперше історичну пам'ятку було виявлено в 1993 р. спеціалістами Запорізького обласного краєзнавчого музею, що проводили археологічну експедицію у тих місцях. Але через тяжку економічну ситуацію у 1990-х роках, всі роботи було припинено. У 2007—2008 роках було здійснено археологічну розвідку городища, котре виявило, що поселення займало територію близько 20 гектарів і мало власний водогін, мавзолей, величезні мечеті, лазня та ремісничі майстерні. Археологами були знайдені кашинові вироби, камені зі східним орнаментом.
Також у 2005 р. археологами було знайдено фрагмент колони прикрашений східними орнаментами. Вона була дуже схожа на колони Мечеті хана Узбека у Старому Криму.
Археологами також було відкопано фундамент мечеті.